# Kanak (Volk)

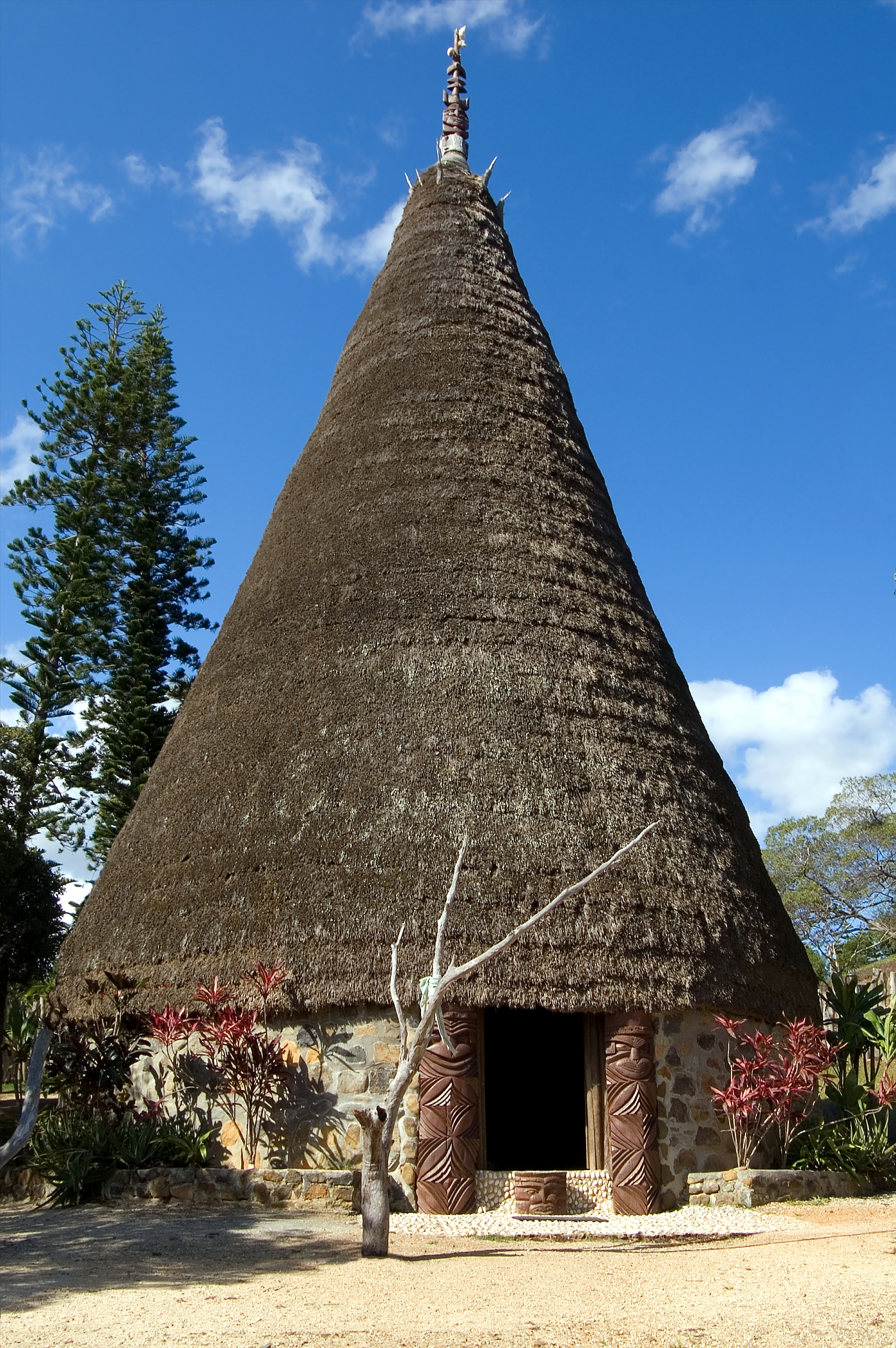
Haus im Baustil der Kanak mit flèche faîtière (pfeil(artige) First(spitze)). Aufgenommen im Tjibaou cultural center, Nouméa, Neukaledonien.

Kanaken sind melanesische Ureinwohner in Neukaledonien (Südwestpazifik), wo sie 41 % der Einwohner Neukaledoniens ausmachen.
Das Wort kanaka geht auf das protopolynesische tangata zurück und ist in verschiedenen Varianten bei polynesischen Ureinwohnern die Bezeichnung für „Mensch“ oder „Mann“. So ist es im Hawaiischen als kanaka unter anderem für Mensch gebräuchlich. Seit der Zeit der Walfänger bürgerte sich Kanaka bei Europäern als Bezeichnung für Ureinwohner Ozeaniens ein. Auch in Frankreich, zu dem Neukaledonien als Überseegebiet gehört, bezeichnen sich die zahlreichen Einwanderer von dort als Kanak oder canaque und werden so bezeichnet.
Vor der europäischen Ankunft gab es keinen vereinten Staat in Neukaledonien und keine umfassende Selbstbezeichnung für die Einwohner. Viele Kanaken pflegen in ihren Volksgruppen weiterhin ihre eigenen Sprachen und Gebräuche. Vor Ankunft der Europäer benutzten sie aus mineralhaltigen Steinen geschliffene Werkzeuge wie das Nbouet. 
Es werden noch etwa 28 gegenseitig unverständliche Kanak-Sprachen in den verschiedenen Volksgebieten benutzt. Diese teilen sich dann nochmals in zahlreiche unterschiedliche Dialekte auf. Allein in der Gemeinde Voh werden von den acht ansässigen Stämmen acht verschiedene Kanakdialekte gesprochen. Die Jüngeren sprechen jedoch oft nur noch Französisch. Die Kanaksprachen des Nordens haben die Endkonsonanten erhalten und verfügen über sehr einfache Vokalsysteme, während die des Südens die Endkonsonanten verloren haben und komplexere Vokalsysteme aufweisen.

## Persönlichkeiten
- Ataï († 1878), Stammesführer der Kanaken, führte Kanaken militärisch gegen franz. Kolonisten
- Jean-Marie Tjibaou (1936–1989), franz. Politiker, Unabhängigkeitsführer Neukaledoniens
- Déwé Gorodey (1949–2022), Politikerin und Schriftstellerin in Neukaledonien
- Louis Mapou (* 1958), Politiker in Neukaledonien
- Christian Karembeu (* 1970), franz. Fußballspieler
- Alcide Ponga (* 1975), Politiker in Neukaledonien

## Kunsthandwerk der Kanak

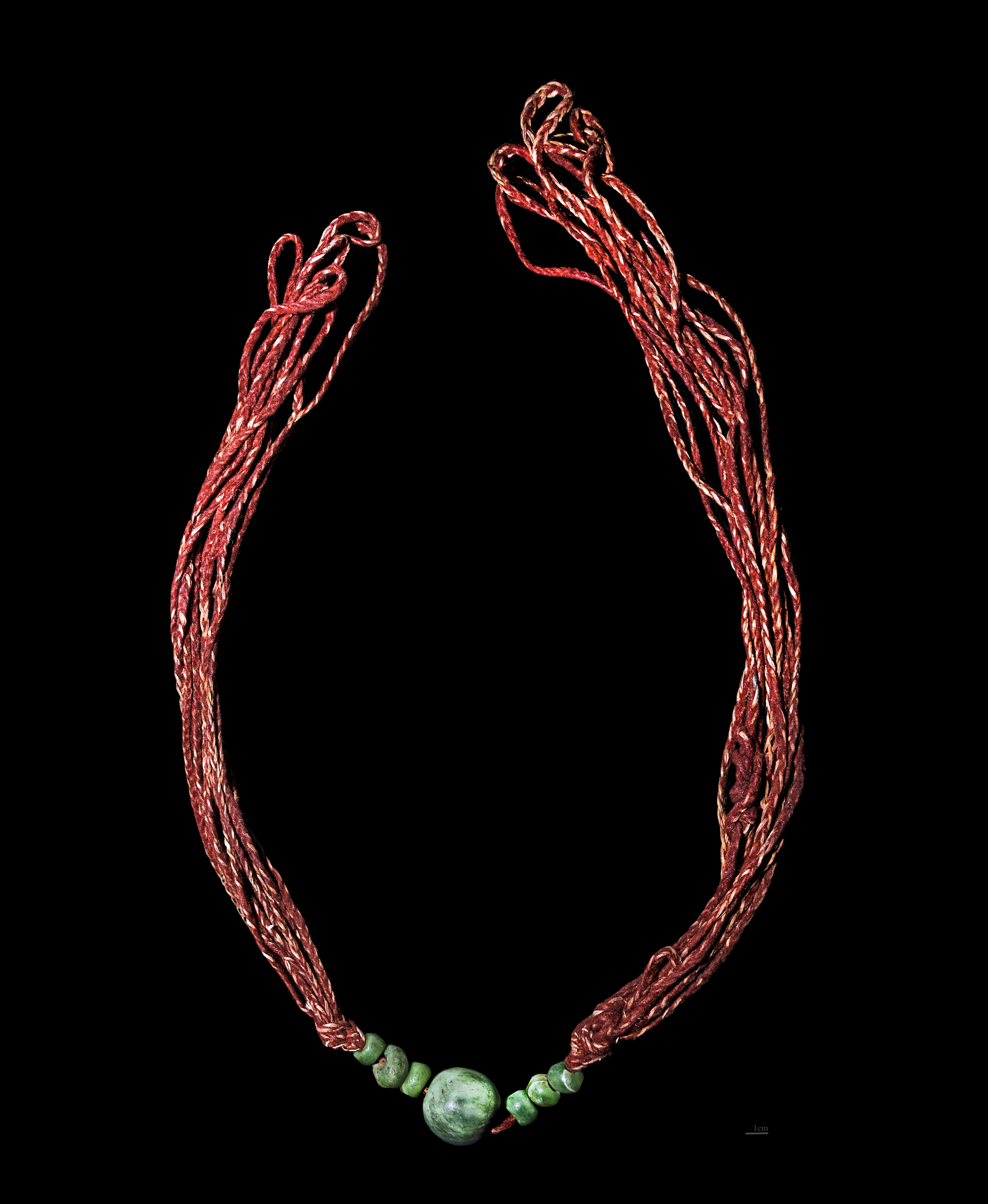
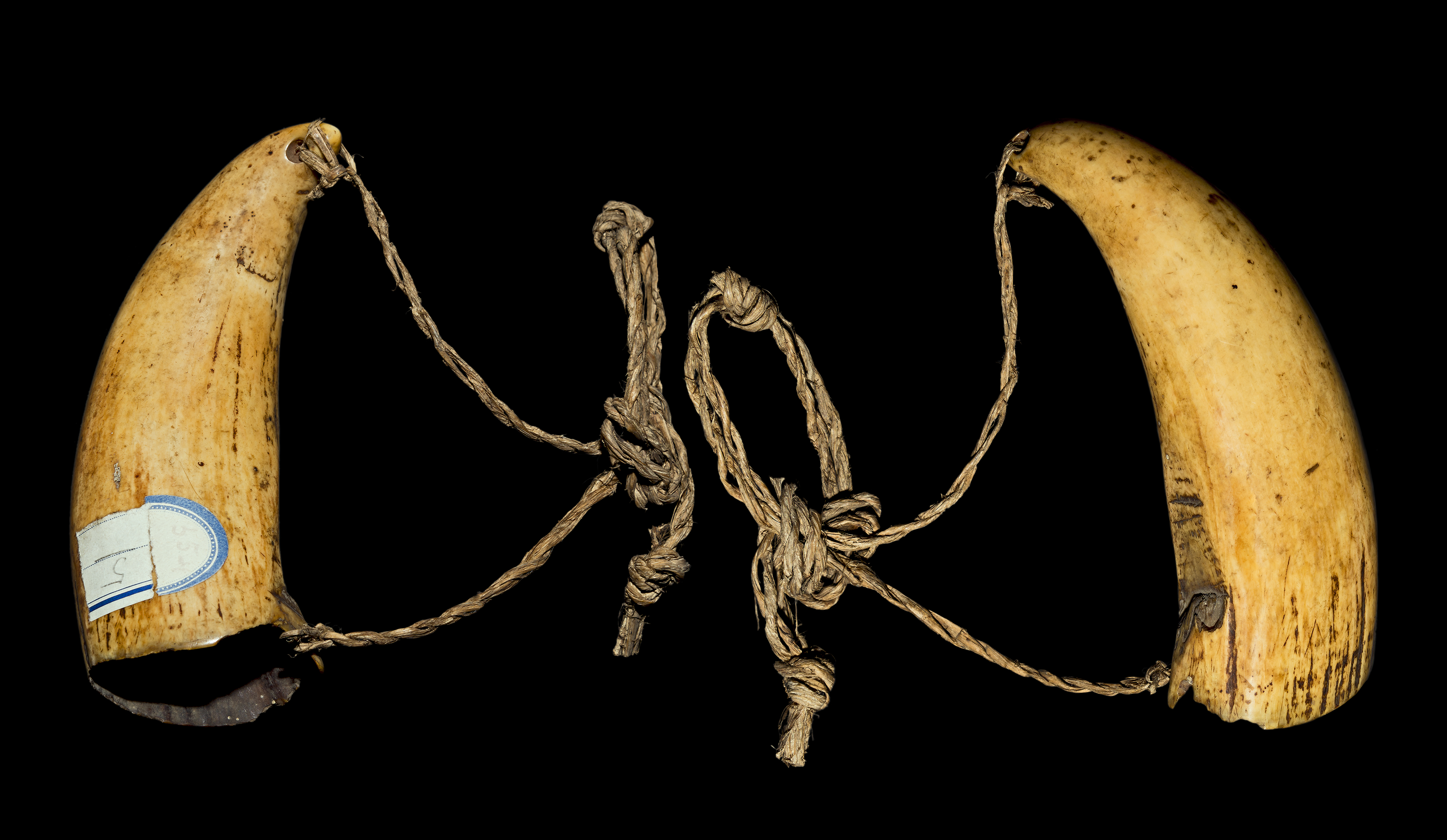
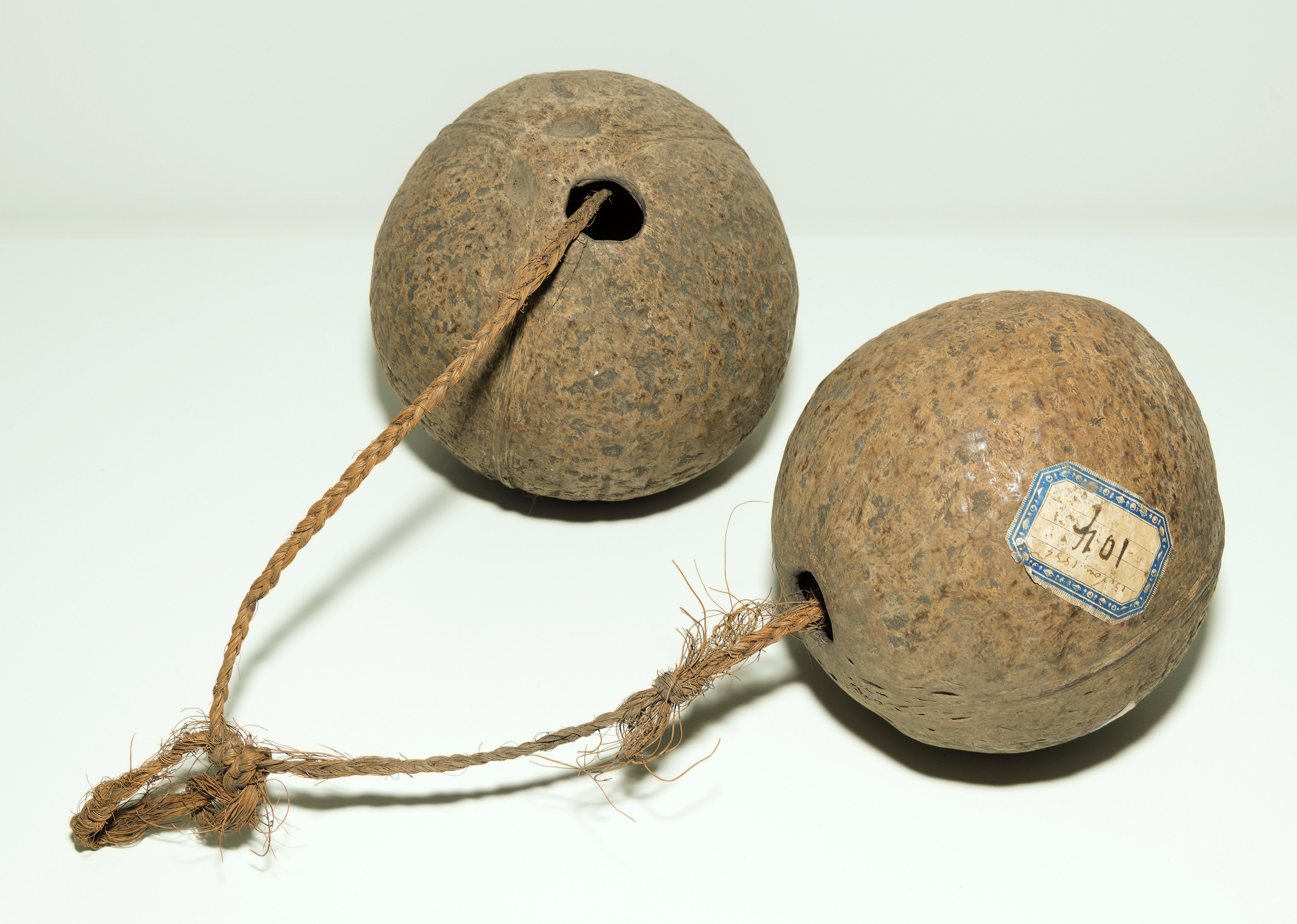
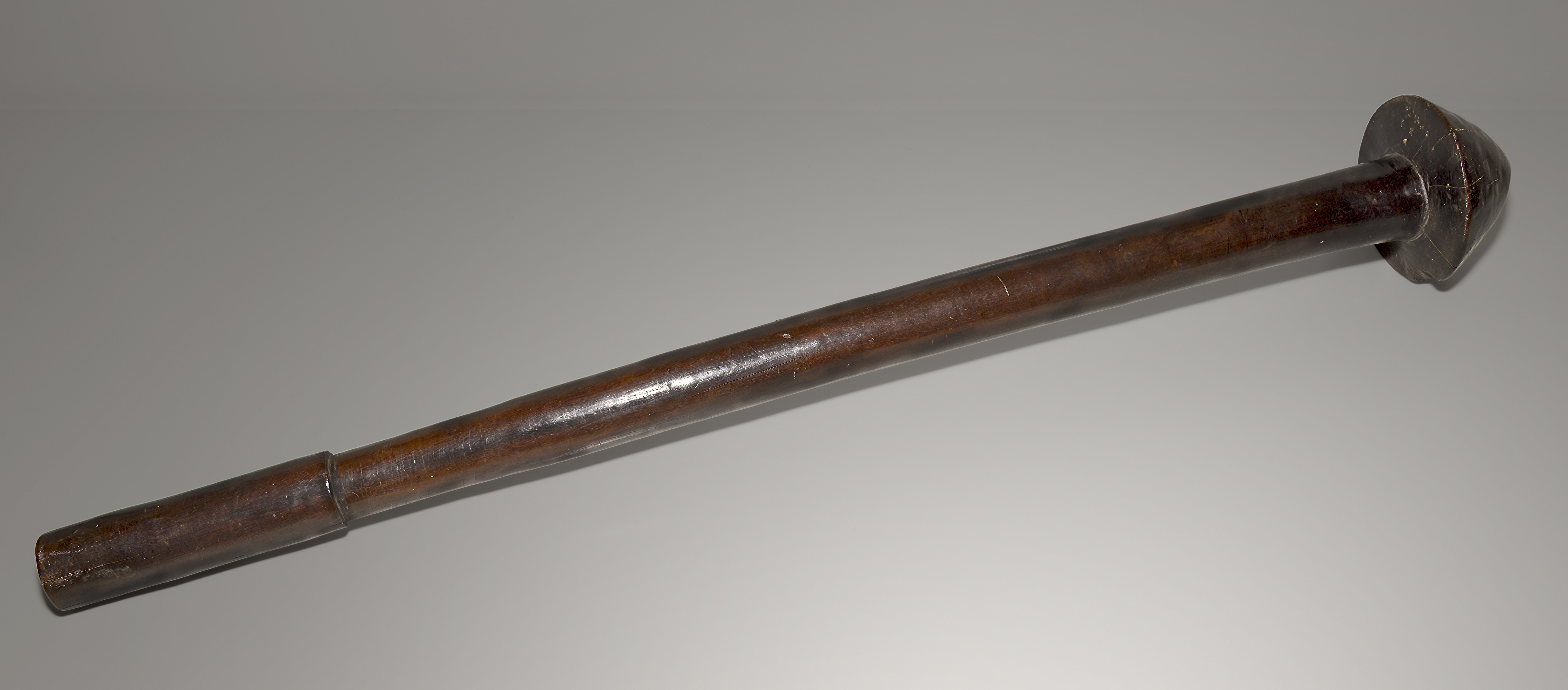
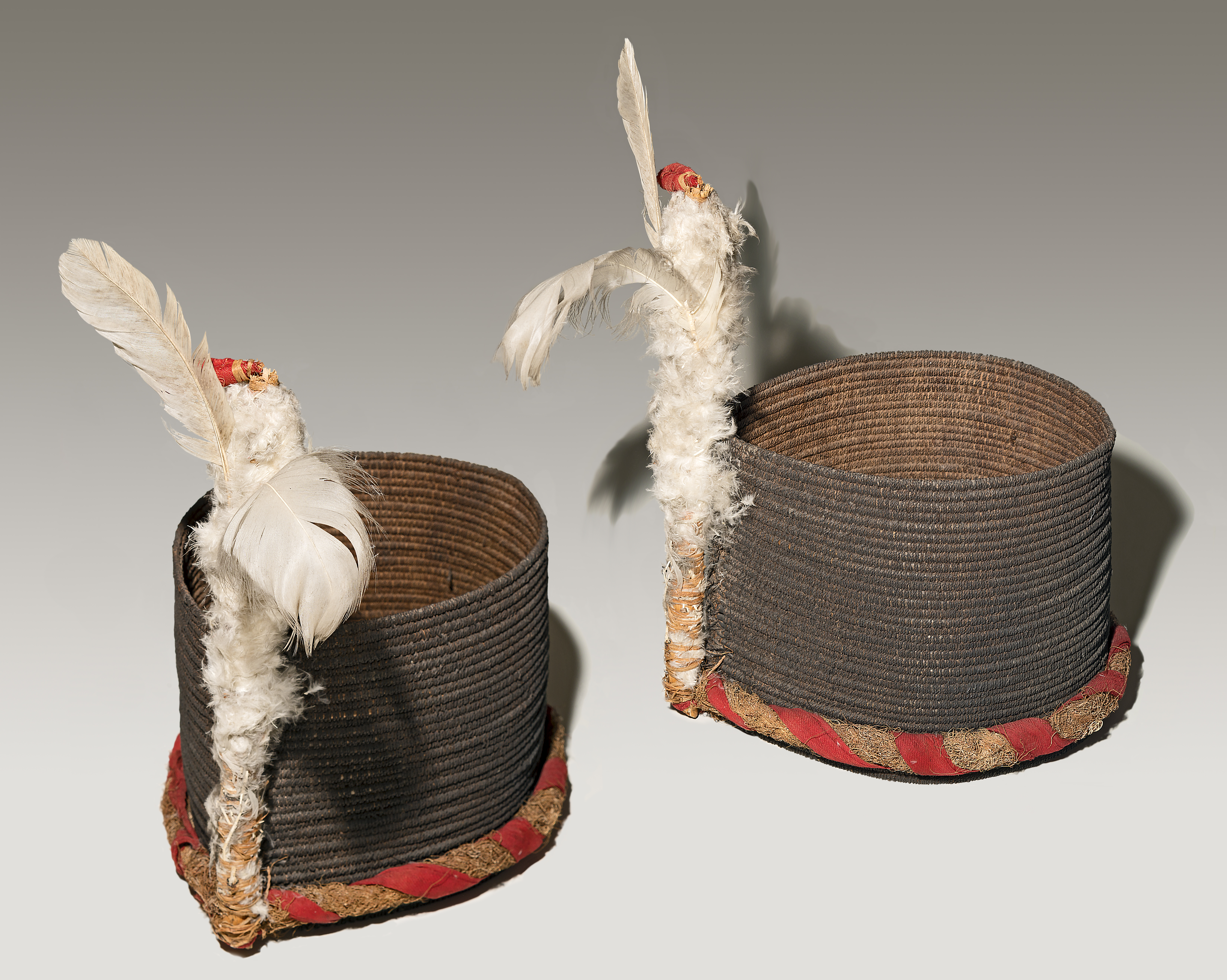
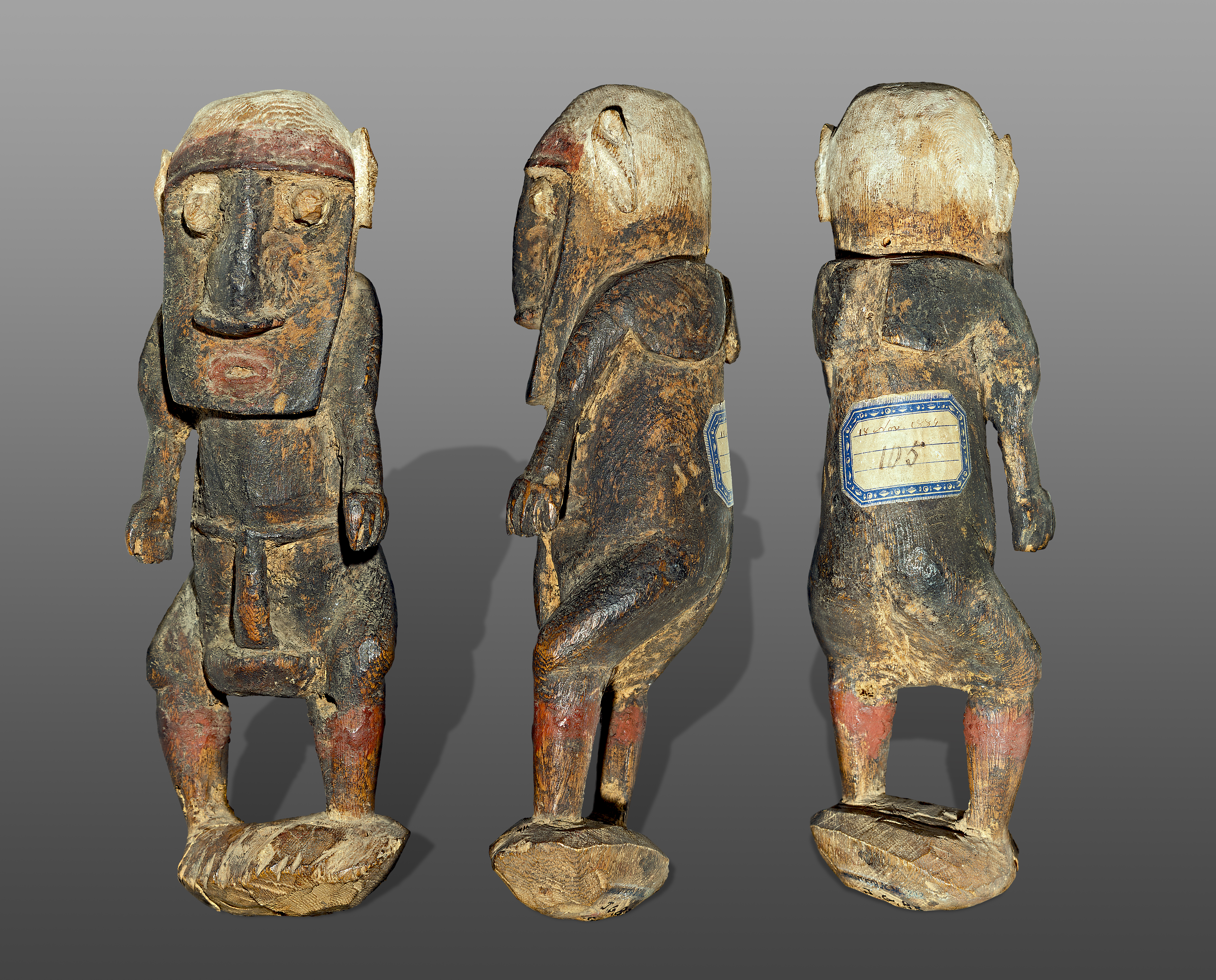

## Tradition

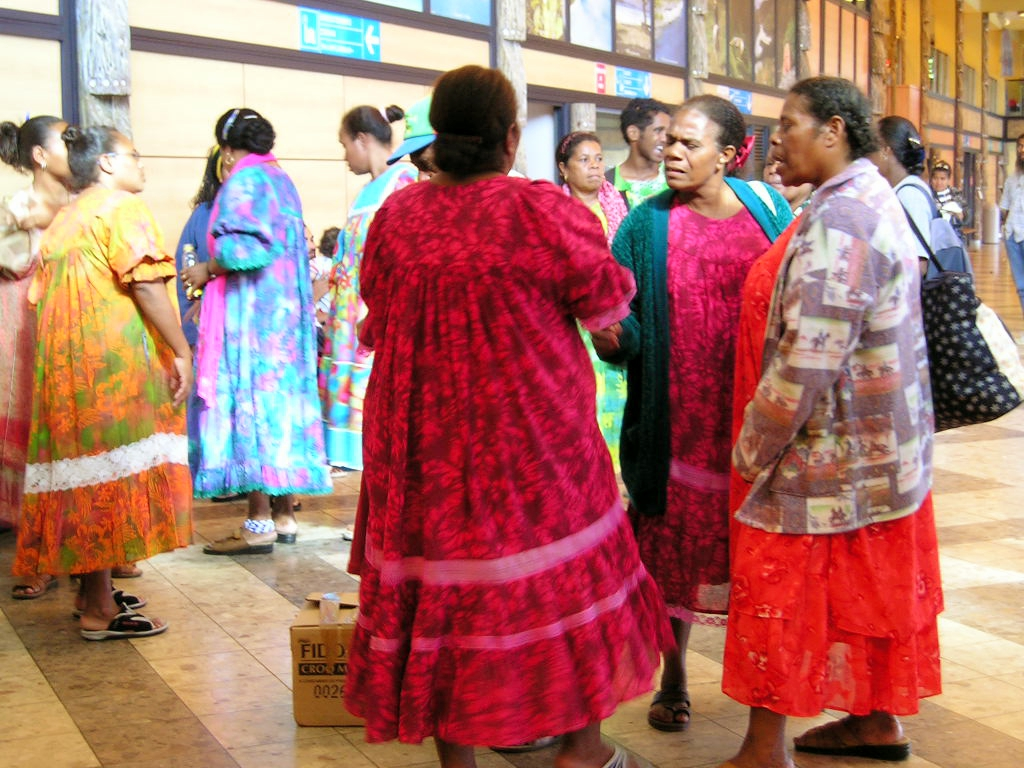
Versammlung von Kanakinnen in von Missionaren eingeführten Kleidern
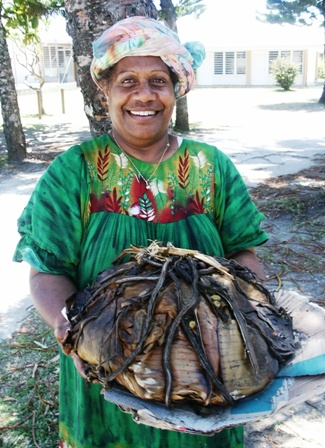
Eine Kanakin mit dem traditionellen Festessen Bougna

## Menschenzoo
Kanaken wurden in den frühen 1930ern bei Hagenbeck im Menschenzoo bewusst irreführend als „Die letzten Kannibalen der Südsee“ unter demütigenden Bedingungen ausgestellt.